# Marv Albert
Marv Albert (nacido como Marvin Philip Aufrichtig el 12 de junio de 1941) es un locutor deportivo estadounidense. Incluido por su trabajo en el Basketball Hall of Fame, es comúnmente referido como "la voz del baloncesto". Entre 1967 y 2004 también fue conocido como "la voz de los New York Knicks".
Incluyendo la Super Bowl XLII de 2008, Marv ha retransmitido seis Super Bowls, nueve Finales de la NBA y siete Finales de la Stanley Cup. También retransmitió el Campeonato de Wimbledon para la TNT con Jim Courier y Mary Carillo. Además trabajó como presentador y reportero para dos Series Mundiales (1986 y 1988).
Albert trabaja actualmente para la TNT y la CBS. Hace las funciones de narrador para los partidos de NBA en la TNT, retransmite partidos regionales de la NFL en la CBS y también narra los partidos de la NCAA para CBS y TNT.

## Juventud
Albert nació en el seno de una familia judía en Brooklyn, donde estudió en el instituto Abraham Lincoln High School. Mientras crecía, los miembros de su familia regentaban una tienda de bienes comestibles en la Brighton Beach Avenue entre la 3ª y la 4ª conocida como Aufrichtig's. Luego fue a la Escuela de Comunicaciones Públicas de la Universidad de Siracusa desde 1960 hasta 1963. Luego se graduó por la Universidad de Nueva York en 1965.

## Carrera como locutor

### NBA

#### New York Knicks
Durante 37 años, comenzando en la temporada 1967-68, Albert fue la voz de los New York Knicks en radio y televisión (comenzó siendo un recogepelotas para los Knicks antes de que Marty Glickman le diera su primera oportunidad en la radio de Nueva York) hasta que fue despedido por James L. Dolan, el presidente de las cadenas MSG y Cablevision, luego de que Albert criticara en directo el mal juego de los Knicks en 2004. Su hijo Kenny Albert ha sido locutor de algunos partidos desde 2009, cuando el sucesor de Albert, Mike Breen (que lo acompañó en las retransmisiones en la NBC y ahora trabaja en la ESPN y en la ABC aparte de su rol en la MSG) no está disponible.
Por un corto periodo de tiempo antes de que continuara con su funciones normales de locutor tras su arrestro por agresión sexual (ver más abajo), Albert presentó el antiguo programa deportivo de la MSG MSG SportsDesk.

#### NBC Sports
Marv Albert fue el principal locutor de partidos de la NBA para la NBC entre 1990 y 2002, retransmitiendo todas las Finales de la NBA durante ese periodo exceptuando las de 1998, 1999 y 2000. Durante ese tiempo, Bob Costas había asumido el papel de locutor principal y retransmitió las Finales tras el arrestro de Marv por agresión sexual que le costó la deshonra nacional. Marv continuó con su antigua posición para la temporada 2000-2001 y narró el Partido 4 de las Finales de 2002 que fue la última retransmisión de la NBA por la NBC. Durante su estancia en la NBC, Albert continuó como narrador principal de los New York Knicks en las retransmisiones locales de la MSG Network y también comenzó a narrar partidos a nivel nacional a través de la TNT en 1999. Cuando recuperó la posición de narrador principal en la NBC, continuó narrando para ambas compañías hasta el final de la cobertura de la NBC en 2002.

#### TNT
Albert continuó siendo el narrador principal de los partidos de la NBA por la TNT, una posición que asumió en 1999. De hecho, la TNT se convirtió en su contrato principal desde que la NBC perdió los derechos para retransmitir partidos de la NBA en 2002 y pudo tener que ver con el hecho de que dejara de retransmitir partidos para la cadena de los Knicks. Supuestamente, los Knicks querían que Albert aceptara un sueldo proporcional al reducido calendario de los Knicks, pero tampoco estaban contentos con lo que la dirección de los Knicks entendía como comentarios demasiado críticos al equipo.
En baloncesto, su frase más conocida es su simple "¡Sí!" para una canasta, dicha en muchas variaciones de volumen y longitud dependiendo de la situación; un eslogan que empezó a usar cuando jugaba partidillos en su juventud con sus amigos.
El 17 de abril de 2002, poco después de retransmitir un partido entre los Indiana Pacers y los Philadelphia 76ers en la TNT, Albert y el comentarista Mike Fratello resultaron heridos en un accidente de limusina en Trenton, Nueva Jersey. Albert sufrió heridas faciales, una conmoción cerebral y un esguince de tobillo. Los Playoffs de la NBA de 2002 estaban programados para empezar dos días después, siendo Albert el encargado de retransmitir varios partidos esa semana. Bob Costas hizo esos partidos, y Albert regresó para narrar el Partido 1 de las Semifinales de la Conferencia Oeste entre los Dallas Mavericks y los Sacramento Kings.

#### New Jersey Nets
En 2005, Albert se convirtió oficialmente en el narrador principal de los New Jersey Nets y comenzó retransmitiendo sus partidos por la YES Network, a menudo acompañado por el nativo de Brooklyn y veterano de la NBA Mark Jackson. Con él, los Nets habían contratado a los tres hermanos Albert a lo largo de la historia de la franquicia; Al comenzó su carrera como narrador con los Nets durante la época de estos en la ABA, mientras que Steve retransmitió partidos de los Nets entre finales de la década de los 70 y la década de los 80. Comenzando en la temporada 2008-09, Albert fue emparejado con su colega en la TNT Mike Fratello en la YES Network. Sin embargo, debido a la mala temporada de los Nets en 2009-10, Albert fue relegado a comentarista secundario para evitar un incidente similar al que ocurrió en su etapa con los Knicks. Desde entonces Ian Eagle se hizo cargo de las retransmisiones. En 2011 Albert dejó la YES Network para unirse a la CBS y ofrecer cobertura de la NFL y la NCAA.

#### Otros trabajos relacionados con el baloncesto
Albert presenta un programa de entrevistas sobre baloncesto en la NBA TV, que también se retransmite más tarde por YES.
Desde 2003 Albert también ha prestado su voz para las retransmisiones en la serie de juegos NBA Live de EA Sports, un rol que cumplió hasta el NBA Live 10.
Desde 2011 Albert ha sido locutor para el Campeonato de la División I de Baloncesto Masculino de la NCAA, resultado de que la difusora oficial del torneo, CBS, rechazara parte de su cobertura en favor de Turner Sports.

### Fuera del baloncesto

#### New York Giants
Desde 1973 hasta 1976 Albert retransmitió por radio partidos de fútbol americano de los New York Giants, sucediendo a Marty Glickman luego de que este pasara a retransmitir partidos de los New York Jets.

#### New York Rangers
En adición a los Knicks, Albert tuvo una larga ocupación (comenzando en 1965) retransmitiendo los partidos de otro de los inquilinos del Madison Square Garden, los New York Rangers. Se ocupó de la retransmisión de la victoria de los Rangers en la Stanley Cup de 1994.
También acuñó la famosa frase "Luz Roja" para el analista de radio Sal Messina, un antiguo portero de los Rangers. Su frase distintiva a la hora de retransmitir fue la de "parada con el pie, qué belleza", cuando un portero detenía el puck de una patada.
A lo largo de los años como narrador de los Rangers, Albert se perdería un gran número de partidos debido a otros conrtatos. Muchos otros narradores lo sustituyeron, incluyendo algunos que se habían encargado de retransmitir para otros equipos de la NHL, como Howie Rose, Mike Emrick o John Kelly, así como sus hermanos Al y Steve. Fue en la ausenciad e Albert del Partido 7 del Campeonato de Conferencia entre los Rangers y los Devils que llevó a la famosa frase Matteau, Matteau, Matteau de Rose.
Albert abandonó los Rangers tras la temporada 1994-95 al mismo tiempo que Rose tomó el puesto de narrador para los New York Islanders. El hijo de Albert, Kenny, lo reemplazó y ha sido la voz en radio de los Rangers desde entonces. Kenny también trabaja para la NBC, sobre todo durante partidos de playoff de la Stanley Cup que no implican a los Rangers.

#### Monday Night Football
Albert fue también el narrador principal para la cobertura de la NFL por parte de la emisora de radio Westwood One durante varios años, presentando Monday Night Football así como numerosos partidos de playoffs y todas las Super Bowl comenzando en 2002. El 4 de junio de 2010 se anunció que Albert no seguiría con su trabajo de retransmitir partidos por la Westwood One tras la temporada 2009.

#### NFL en CBS
El 6 de junio de 2011 se anunció que Albert se uniría a la CBS para retransmitir partidos en The NFL on CBS.
El 29 de mayo de 2014 se anunció que Albert dejaría de trabajar en The NFL on CBS y se centraría en sus deberes con el baloncesto en la TNT y CBS.

#### Otros trabajos en las cadenas
Otras labores que Albert hizo para la NBC fue retransmitir NFL, baloncesto universitario, carreras de caballos, boxeo, All-Star Games de la NHL y partidos de las Grandes Ligas de Béisbol, así como presentar programas en estudio y pre-partido de béisbol. También fue durante 13 años el director de la sección de deportes del buque insignia de la cadena, WNBC-TV en Nueva York.
Albert también narró partidos de temporada regular y playoffs para la NHL Network en la temporada 1976-77, y de 2000 a 2002 ayudó a la cobertura de la TNT del Campeonato de Wimbledon.

### Popularidad
Marv ha ganado credibilidad y popularidad entre los televidentes más jóvenes durante sus muchas apariciones como invitado en los programas de David Letterman en la NBC y en la CBS. Cada vez que Albert aparece, lleva consigo un número de vídeos con tomas falsas deportivas y grandes jugadas, que narra y dobla, haciendo así los "Albert Achievement Awards".
Albert fue elegido el número 14 en la lista de David J. Halberstam, Top 50 narradores deportivos en televisión de todos los tiempos en Yahoo! Sports.
En 1992 apareció como sí mismo en el álbum de rock de Roger Waters Amused to Death, haciendo un comentario burlón sobre la destrucción de una taladradora petrolera en la canción "Perfect Sense, Part II".
Un vídeo de "Albert Achievement Awards" fue lanzado en 1993. Presentaba cameos de Mike Fratello, Ahmad Rashād, Charles Barkley, David Letterman, O.J. Simpson, Bob Costas y Tom Brokaw.
Albert se convirtió en el primer narrador invitado en la serie de dibujos animados Celebrity Deathmatch de la MTV. Apareció en el episodio piloto de 1998 antes de ser reemplazado por Stacey Cornbred.
Albert fue brevemente mencionado en la película de 2006 Grandma's Boy.
Albert también apareció como invitado especial en Los Simpson, en el episodio "The Burns and the Bees" de la Temporada 20.
La voz de Albert es imitiada en el popular videojuego NBA Jam. El presentador fue modelado a partir de Albert aunque no hay ninguna mención a Albert en el juego y la voz es realmente de Tim Kitzrow.
Albert se encargó de hacer los comentarios en el videojuego NFL Quarterback Club '98.
Es coautor (con Rick Reilly) de una autobiografía, Me encantaría pero tengo partido, publicada en 1993.

### Honores y premios
- Cable ACE Award - seis veces.[5]
- Curt Gowdy Media Award - entregado por el Basketball Hall of Fame en 1994.[5]
- Narrador deportivo del año por la American Sportscasters Association - 1996. Otros premiados incluyen a Chris Berman, Jack Whitaker, Joe Frazier o Dr. Henry Kissinger.[5]
- Premios Emmy - por deportes nacionales: 5 veces; por Nueva York: 3 veces.[5]
- Nassau County Sports Hall of Fame - elegido en 2006.[5]
- National Jewish Sports Hall of Fame - elegido en 1992.[5]
- Narrador del año del Estado de Nueva York - veinte veces.[5]
- National Sportscasters and Sportswriters Association Hall of Fame - elegido en 2014.[5]

## Familia
El hijo de Albert, Kenny, también es un comentarista deportivo de béisbol y fútbol americano en la Fox, retransmite partidos de los New York Rangers en la radio y ha sido uno de los comentaristas de hockey sobre hielo en los Juegos Olímpicos de Invierno, así como colaborador de la cobertura de la NHL por la NBC. Su hija, Denise, es una reportera para la NBA TV.
Marv tiene dos hermanos pequeños que también son narradores. Steve Albert es actualmente el comentarista de los Phoenix Suns y también ha trabajado para otros equipos como New Orleans Hornets, New Jersey Nets, New York Islanders, New York Mets o Golden State Warriors. Steve es bien conocido por su trabajo en el programa de boxeo Showtime Championship Boxing, sobre todo por las peleas Holyfield-Tyson. Al Albert fue el antiguo narrador del programa de boxeo USA Tuesday Night Fights y también trabajó para los Indiana Pacers y los Denver Nuggets. También retransmitió partidos de la NBA por la USA Network durante un breve periodo a inicios de la década de los 80.

## Cargos por agresión sexual
Albert se convirtió en el centro de un circo mediático en 1997, cuando fue a juicio acusado por sodomía forzada. Una mujer de 42 años llamada Vanessa Perhach acusó a Albert de tirarla en una cama, morderla y forzarla a practicar sexo oral tras una discusión el 12 de febrero de 1997 en su habitación del hotel de Pentagon City. Las pruebas de ADN conectaban a Albert con el material genético tomado por las marcas de mordedura y por el semen encontrado en la ropa interior de Perhach. Durante el juicio, se presentó el testimonio de otra mujer, Patricia Masden, que le dijo al jurado que Albert la había mordido en dos ocasiones diferentes en 1993 y 1994 en hoteles de Miami y Dallas, lo que ella vio como insinuaciones sexuales no deseadas. Masden sostenía que en Dallas Albert la llamó a su habitación para ayudarlo a enviar un fax, para encontrárselo llevando puesto "bragas blancas y un liguero". Albert mantenía que Perhach le había pedido que la mordiera y desmintió la acusación de que le había pedido que trajera a otro hombre en su aventura sexual. Describió las conversaciones grabadas entre ella y la policía en la noche del incidente "merecedoras de un Óscar". Luego de que las pruebas probaran que las mordeduras eran suyas, se declaró culpable de falta por asalto con agresión, mientras que los cargos por sodomía fueron erchazados. Albert fue dado una suspensión de la pena de 12 meses.

### Despido de la NBC
En consecuencia, la NBC (para la que Albert había trabajado durante más de 20 años) le despidió poco antes de que comenzara la temporada 1997-98 de la NBA. Bob Costas tomó el cargo de Albert en la temporada 1997-98 antes de dejar el puesto para la vuelta de Albert en las Finales de la NBA de 2000. Además, Tom Hammond se encargó de sus funciones en el fútbol americano. También se reveló en un comentario en un DVD de Los Simpson que tenía que aparecer en el episodio "Bart Star", pero fue reemplazado por Roy Firestone debido al escándalo.

### Vuelta a la NBC
La NBC recuperó a Albert menos de dos años después, y se convirtió en el narrador principal para las temporadas 2000-01 y 2001-02 de la NBA, incluyendo las finales. La NBC perdió los derechos de la NBA en favor de la ABC a partir de la temporada 2001-02.

## Compañeros de narraciones
- Bill Chadwick
- Chip Cipolla
- Doug Collins
- Cris Collinsworth
- John Davidson
- Boomer Esiason
- Mike Fratello
- Rich Gannon
- Sam Huff
- Magic Johnson
- Steve Kerr
- Dick Lynch
- Paul Maguire
- Sal Messina
- Reggie Miller
- Bob Trumpy
- Jeff Van Gundy
- Bucky Waters
- Sam Wyche